# Tin Tin (band)
Tin Tin was een Australische poprockband uit de jaren 1960 en 1970.

## Bezetting
- Steve Kipner[2] (zang, keyboard, percussie)
- Steve Groves (zang, gitaar, percussie)
- John Vallins (zang, bas, gitaar)
- Geoff Bridgford[3] (drums)

## Geschiedenis
Tin Tin werd opgericht in 1966 in Melbourne als de beatgroep The Kinetics. In september publiceerden ze hun eerste single Excuses met een 19e plaats in de plaatselijke hitlijst. Er volgden nog twee singles, die echter flopten. Aan het eind van 1967 werd de band ontbonden en Groves vormde samen met Steve Kipner (ex-Steve & the Board) het zangduo Steve & Stevie, die de single Remains to be Seen (1968) uitbrachten en later vervoegde Vallins zich bij hen. Samen gingen ze verder als Rombo's World.
In 1969 reisden Groves en Kipner naar het Verenigd Koninkrijk en vormden daar de popgroep Tin Tin (naar de Belgische cartoonstrip The Adventures of Tin Tin). Maurice Gibb van The Bee Gees stelde het duo voor aan Robert Stigwood, waarna ze een albumcontract tekenden bij Polydor. Vanaf dan voegde zich Geoff Bridgford (drums) bij de band en Kipner bespeelde de basgitaar, klavecimbel, mellotron, percussie, piano, elektrische piano, tamboerijn en verzorgde tevens de zang. Gibb produceerde in 1970 hun gelijknamige debuutalbum en bespeelde meerdere instrumenten (basgitaar, drums, klavecimbel, mellotron en orgel) bij de helft van de nummers, die een uitgesproken gelijkenis bezaten met de solide eenstemmigheid van de Bee Gees. De single Only Ladies Play Croquet werd gepubliceerd in mei 1969, maar haalde de hitlijst niet.
Tin Tins debuutalbum verkocht aanvankelijk matig en in 1970 publiceerden ze de tweede single Toast and Marmalade for Tea, geschreven door Groves. In mei 1971 voegde Vallins zich weer bij de band. In juni werd de song een top 10-hit in de Go-Set National Top 40 en bleef 15 weken in de Australische Kent Music Report Singles Chart. De dromerige ballade werd te laat gepubliceerd als single in het midden van 1971 in de Verenigde Staten en bereikte een 20e plaats in de Billboard Hot 100. Het album verscheen in de Billboard 200. Alhoewel heden zelden gespeeld op oldies-zenders, werd Toast and Marmalade for Tea hoog aangeschreven bij sommige critici als een van de subtielste en meest ambitieuze eendagsvliegen en een late psychedelische klassieker.
De daaropvolgende single Come on Over Again (1970) plaatste zich niet in de hitlijst. Hij werd opgevolgd door Is That the Way (1971), die een 59e plaats scoorde in de Hot 100, voorafgaand aan hun tweede album Astral Taxi (december 1971). Voor het album voegde Carl Keats (alias Carl Grossman, ritmegitaar), een medeoprichter van Steve & the Board, zich bij de band. Na hun onverwacht succes ging de band in 1972 samen met The Bee Gees op tournee door de Verenigde Staten. Talking Turkey (1972), I'm Afraid (1973) en It's a Long Way to Georgia (1973) volgden, maar plaatsten zich niet in de hitlijst. De single Strange One werd gepubliceerd onder de naam Quire bij Polydor, maar had zeer weinig succes.
Nadat Tin Tin in 1973 was ontbonden, begon Kipner songs te schrijven en te produceren voor Chicago (Hard Habbit to Break), Olivia Newton-John (Physical en Twist of Fate), Christina Aguilera, 98 Degrees en Dream. In 1975 keerde Groves terug naar Australië en werkte daar als zanger-songwriter. Samen met Brian Dawe schreef hij de song On the Loose (Again), die werd vertolkt door Marty Rhone om de Australian Popular Song Contest te winnen. Groves formeerde zijn eigen band, de Steve Groves Band, en publiceerde zijn versie van On the Loose (Again) in november 1976. Vallins werkte samen met Kipners vader om Too Much, Too Little, Too Late te schrijven voor Johnny Mathis en Deniece Williams, die een nummer 1-hit werd in de Billboard Hot 100 in maart 1978.

## Discografie

### Singles
- 1969: Only Ladies Play Croquet / He Wants to be a Star
- 1970: Toast and Marmalade For Tea / Manhattan Woman
- 1970: Come On Over Again / Back to Winona
- 1971: Shana / Rocky Mountain
- 1971: Is That the Way / Swans on the Canal
- 1972: Talking Turkey / The Cavalry are Coming
- 1972: Strange One / Halfway Up the Hill
- 1973: I'm Afraid / Handle Me Easy
- 1974: It's a Long Way to Georgia / Can't Get Over You

### Albums
- 1970: Tin Tin
- 1971: Astral Taxi